# Hernyék
Hernyék là một thị trấn thuộc hạt Zala, Hungary. Thị trấn này có diện tích 10,31 km², dân số năm 2010 là 118 người, mật độ 11 người/km².